# 表層Web
表層Web（ひょうそうウェブ、英語: surface Web）は、World Wide Web上にある情報のうちで、通常の検索エンジンが収集可能な情報である。ビジブルWeb（ビジブル・ウェブ、visible Web）とも呼ばれる。

## 概要
検索エンジンは通常、クローラと呼ばれるアプリを用いてWorld Wide Webを巡回し、リソースを収集している。
しかしながら、クローラは技術上の問題などからパスワード保護されているページを収集できず、またウェブサイト管理者が一定の記述を行って情報の収集を拒否したページを収集しないことがある。これは、検索エンジンに「引っかからない」ことを意味する。
これに対して、検索エンジンによって収集され、検索することができる情報が表層Webと呼ばれる。
表層Webに対して、通常の検索エンジンのクローラによって収集することができない情報は、深層Web（しんそうウェブ）、ディープWeb（ディープ・ウェブ、deep Web）、または、インビジブルWeb（インビジブル・ウェブ、invisible Web）と呼ばれる。